# Дуга Међа
Дуга Међа је насељено место у саставу општине Зденци у Вировитичко-подравској жупанији, Република Хрватска.

## Историја
До територијалне реорганизације у Хрватској налазила се у саставу старе општине Ораховица.

## Становништво
На попису становништва 2011. године, Дуга Међа је имала 196 становника.

## Попис1991.
На попису становништва 1991. године, насељено место Дуга Међа је имало 240 становника, следећег националног састава:
| Попис 1991.‍  | Попис 1991.‍  | Попис 1991.‍ | Попис 1991.‍ | Попис 1991.‍ |
| ------------ | ------------ | ----------- | ----------- | ----------- |
|              |              |             |             |             |
| Хрвати       | Хрвати       |             | 210         | 87,50%      |
| Срби         | Срби         |             | 11          | 4,58%       |
| Југословени  | Југословени  |             | 5           | 2,08%       |
| Мађари       | Мађари       |             | 1           | 0,41%       |
| неопредељени | неопредељени |             | 6           | 2,50%       |
| непознато    | непознато    |             | 7           | 2,91%       |
| укупно: 240  |              |             |             |             |